# Scolesa roseicornis
Scolesa roseicornis är en fjärilsart som beskrevs av Achille Guenée. Scolesa roseicornis ingår i släktet Scolesa och familjen påfågelsspinnare. Inga underarter finns listade.